# Percy Montgomery
Percival Colin Montgomery (Walvis Bay, 15 de marzo de 1974) es un exjugador sudafricano de rugby nacido en Namibia, que se desempeñaba como fullback. Fue internacional con los Springboks de 1997 a 2008, es su máximo anotador de la historia con 893 puntos y se consagró campeón del Mundo en Francia 2007.

## Carrera
Montgomery jugaba para Western Province cuando el profesionalismo llegó y fue contratado por los Stormers para disputar el Super Rugby 1996. Jugó con ambos equipos hasta la Currie Cup 2001 y el Súper Rugby 2002.

### Gales
En 2002 se marchó a jugar a los Dragons por tres temporadas y uno de los salarios más altos del momento. En mayo de 2003, sucedió un hecho que marcó la carrera de Montgomery: mientras jugaba con los Dragons, empujó a un juez de touch, recibiendo una sanción de 2 años y 18 meses, quedándose, entre otros, sin jugar la Copa Mundial de Rugby de 2003.

### Sharks
En 2005 volvió a Sudáfrica con un contrato de dos temporadas para jugar con los Natal Sharks la Currie Cup y con los Sharks el Super Rugby. Con una defensa fortalecida por Montgomery, en el Super Rugby 2007: el equipo finalizó primero de la liga, venció a los Blues en semifinales y cayó derrotado en la final por los Bulls; es la mejor participación histórica de la franquicia.

### Retiro
En 2007 firmó un contrato millonario con Union Sportive Arlequine Perpignan para jugar el Top 14 2007-08. Finalizado su vínculo, su amigo y entrenador, Rassie Erasmus lo convenció de jugar la Currie Cup 2008 con Western Province y por última vez; con los Stormers el Super Rugby 2009.

## Selección nacional
Carel du Plessis lo convocó a los Springboks por primera vez, para enfrentarse a los Leones Británico-irlandeses. Montgomery marcó un try en su debut, primer partido de la Gira de los Lions 1997 y derrota sudafricana. En el siguiente logró otro try que esta vez sí sirvió para ganar el partido.
En 1997 logró 26 puntos contra el XV del Cardo, con dos tries y ocho conversiones; fue récord en su seleccionado. Al finalizar el año 2001 ya había sido internacional en 50 ocasiones y se ubicaba entre los primeros históricos.
Como jugaba en Gales, fue excluido de la selección por la política de la SARU de no convocar jugadores que no jugaran en Sudáfrica, pero en 2004 fue de nuevo convocado por el seleccionador Jake White tras un cambio de política.
En 2008, tras una victoria aplastante sobre los Wallabies, anunció su retiro de la selección verde y oro. En total jugó 102 partidos y marcó 893 puntos.
Asistió a Peter de Villiers como entrenador de pateadores en la selección.

### Participaciones en Copas del Mundo
En Gales 1999 Sudáfrica consiguió el tercer puesto tras ganarle 22–18 a los All Blacks con dos drops de Montgomery.
En Francia 2007 disputó su segundo y último mundial. Allí disputó su partido 90, convirtiéndose en el que más partidos había jugado con los Springboks y superó a Joost van der Westhuizen. Percy jugó los 7 partidos incluyendo la final, frente a Inglaterra, además de ser el máximo anotador del Mundial con 105 puntos. En la final, Sudáfrica se impuso por 6–15, gracias a los 4 penales anotados por Percy y uno de larga distancia de Francois Steyn.
| Mundial                       | Sede    | Resultado     | PJ | Tries |
| ----------------------------- | ------- | ------------- | -- | ----- |
| Copa Mundial de Rugby de 1999 | Gales   | Tercer puesto | 5  | 0     |
| Copa Mundial de Rugby de 2007 | Francia | Campeón       | 7  | 2     |

## Palmarés
- Campeón de The Rugby Championship de 1998 y 2004.
- Campeón de la Currie Cup de 1997, 2000 y 2001.